# آلیسون شپرد
آلیسون شپرد (به انگلیسی: Alison Sheppard) (زادهٔ ۵ نوامبر ۱۹۷۲) شناگر اهل بریتانیا است.